# Dây thần kinh gai C8
Dây thần kinh gai C8 là dây thần kinh gai thuộc đoạn cổ của tủy sống (C trong C8 là viết tắt của cervix - cổ trong tiếng Latin). Nó là dây thần kinh thứ 8 của loạt dây thần kinh sống. Thần kinh rời khỏi đốt tủy C8 trong đốt sống C7, luồn ra ở lỗ gian đốt sống dưới đốt sống C8 và trên đốt sống T1. Nhánh trước của thần kinh sống cổ C8 (gọi là rễ C8) tham gia vào đám rối cánh tay. 

## Chi phối
Trong đám rối thần kinh cánh tay, thần kinh C8 cho các nhánh tận là thần kinh quay (C1-T1), thần kinh giữa (C1-T1) và thần kinh trụ (C8, T1), chi phối vận động và cảm giác ở chi trên. 

### Cảm giác
Các nhánh bì của hần kinh C8 nhận cảm giác từ đốt da C8: vùng da từ ngón út và ngón nhẫn đến cẳng tay. Thử nghiệm trên ngón tay út trên lâm sàng nhằm đánh giá tính toàn vẹn của thần kinh C8.

### Vận động
Các nhánh vận động của thần kinh C8 chi phối vận động của nhiều cơ ở thân và chi trên qua động tác duỗi ngón tay. Đây cũng chính là ý nghĩa lâm sàng nhằm kiểm tra tính toàn vẹn của thần kinh C8 qua phản xạ giật ngón tay.
Cơ do các nhánh thần kinh C8 chi phối bao gồm:
| Vị trí   | Cơ                        | Thần kinh chi phối                                     | Nhánh của          | C8 ít chi phối |
| -------- | ------------------------- | ------------------------------------------------------ | ------------------ | -------------- |
| Thân     | Cơ ngực lớn               | Thần kinh ngực giữa và thần kinh ngực ngoài            | C5, C6, C7, C8, T1 | ☑              |
| Thân     | Cơ ngực bé                | Thần kinh ngực giữa                                    | C5, C6, C7, C8, T1 |                |
| Thân     | Cơ lưng rộng              | Thần kinh ngực lưng                                    | C6, C7, C8         | ☑              |
| Cánh tay | Cơ tam đầu cánh tay       | Thần kinh quay                                         | C6, C7, C8         | ☑              |
| Cẳng tay | Cơ gấp cổ tay quay        | Thần kinh trụ                                          | C7, C8, T1         |                |
| Cẳng tay | Cơ gan tay dài            | Thần kinh giữa                                         | C7, C8             |                |
| Cẳng tay | Cơ gấp các ngón tay nông  | Thần kinh giữa                                         | C8, T1             |                |
| Cẳng tay | Cơ gấp các ngón tay sâu   | Thần kinh giữa và thần kinh trụ                        | C8, T1             |                |
| Cẳng tay | Cơ gấp ngón cái dài       | Thần kinh giữa                                         | C7, C8             |                |
| Cẳng tay | Cơ sấp vuông              | Thần kinh giữa                                         | C7, C8             |                |
| Cẳng tay | Cơ duỗi cổ tay quay ngắn  | Nhánh sâu thần kinh quay                               | C7, C8             | ☑              |
| Cẳng tay | Cơ duỗi các ngón tay      | Thần kinh gian cốt trước                               | C7, C8             | ☑              |
| Cẳng tay | Cơ duỗi ngón út           | Thần kinh gian cốt trước                               | C7, C8             | ☑              |
| Cẳng tay | [[Cơ duỗi cổ tay trụ]]    | Thần kinh gian cốt trước                               | C7, C8             | ☑              |
| Cẳng tay | Cơ khuỷu                  | Thần kinh gian cốt trước                               | C6, C7, C8         | ☑              |
| Cẳng tay | Cơ giạng ngón tay cái dài | Thần kinh gian cốt trước                               | C7, C8             | ☑              |
| Cẳng tay | Cơ duỗi ngón tay cái ngắn | Thần kinh gian cốt trước                               | C7, C8             | ☑              |
| Cẳng tay | Cơ duỗi ngón tay cái dài  | Thần kinh gian cốt trước                               | C7, C8             | ☑              |
| Cẳng tay | Cơ duỗi ngón tay trỏ      | Thần kinh gian cốt trước                               | C7, C8             | ☑              |
| Bàn tay  | Cơ gan tay ngắn           | Nhánh nông thần kinh trụ                               | C8, T1             | ☑              |
| Bàn tay  | Các Cơ gian cốt mu tay    | Nhánh sâu thần kinh trụ                                | C8, T1             | ☑              |
| Bàn tay  | Các Cơ gian cốt gan tay   | Nhánh sâu thần kinh trụ                                | C8, T1             | ☑              |
| Bàn tay  | Cơ khép ngón cái          | Nhánh sâu thần kinh trụ                                | C8, T1             | ☑              |
| Bàn tay  | Các cơ giun               | Nhánh sâu thần kinh trụ, Nhánh ngón tay thần kinh giữa |                    | ☑              |
| Bàn tay  | Cơ đối chiếu ngón cái     | Nhánh quặt ngược thần kinh giữa                        | C8, T1             | ☑              |
| Bàn tay  | Cơ giạng ngón cái ngắn    | Nhánh quặt ngược thần kinh giữa                        | C8, T1             | ☑              |
| Bàn tay  | Cơ gấp ngón cái ngắn      | Nhánh quặt ngược thần kinh giữa                        | C8, T1             | ☑              |
| Bàn tay  | Cơ đối chiếu ngón út      | Nhánh sâu thần kinh trụ                                | C8, T1             | ☑              |
| Bàn tay  | Cơ giạng ngón út          | Nhánh sâu thần kinh trụ                                | C8, T1             | ☑              |
| Bàn tay  | Cơ gấp ngón út ngắn       | Nhánh sâu thần kinh trụ                                | C8, T1             | ☑              |

## Ảnh trên thi thể

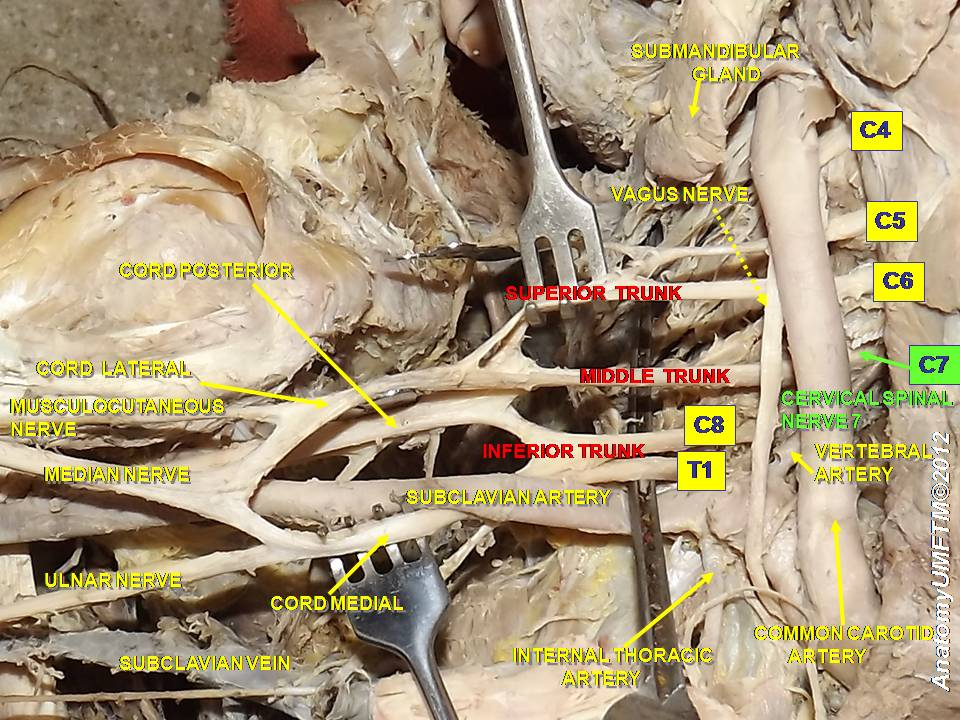
Thần kinh sống cổ VIII